# Lavandula pubescens
Espèce
Classification phylogénétique
Lavandula pubescens est une espèce de plantes à fleurs de la famille des lamiacées.